# Leptodactylus silvanimbus
Leptodactylus silvanimbus es una especie de ránidos de la familia Leptodactylidae.

## Distribución geográfica
Se encuentra en Honduras.

## Estado de conservación
Se encuentra amenazada de extinción por la pérdida de su hábitat natural.